# الخالدية (المفرق)
الخالدية بلدة تقع في محافظة المفرق شمال الأردن تتبع إداريا للواء البادية الشمالية الغربية. تعد الخالدية موقعًا فاصلًا بين محافظتي الزرقاء والمفرق. تتميز بموقعها على الطريق الدولي الذي يربط الأردن بسوريا والعراق. تعتبر بلدة حديثة النشأة، حيث تأسست في الربع الأول من القرن العشرين.